# Verità e giustizia
Verità e giustizia è un film drammatico epico estone del 2019 diretto da Tanel Toom. Il film è un adattamento del primo volume dell'omonima pentalogia epica sociale del 1926-1933 dell'autore estone A. H. Tammsaare.

## Trama
Estonia: nel 1870, il nuovo proprietario della fattoria di Robber's Rise si scontra con un vicino rivale, oltre che con la sua stessa famiglia e le sue convinzioni.

## Riconoscimenti
Con un budget di 2,5 milioni di euro, il film ha avuto diversi riconoscimenti internazionali: nel 2019 è entrato nella Short-list dei nove candidati per l'Oscar al miglior film straniero, e, inoltre, ha ricevuto il Satellite Award per il miglior film in lingua straniera, diventando il secondo film estone a ricevere tale riconoscimento dopo Tangerines.